# Saló Internacional del Còmic de Barcelona de 1981
El 1r Saló Internacional del Còmic de Barcelona de 1981 o Saló del Còmic i la Il·lustració de Barcelona es va celebrar entre el dimecres 27 i el diumenge 31 de maig de 1981 a la Fira de Barcelona.
L'acte d'inauguració fou presidit per Max Canher, conseller de cultura de la Generalitat de Catalunya.
El primer Saló va néixer com a resposta a la necessitat del sector professional del còmic de reivindicar i promocionar el seu medi com a mitjà de comunicació cultural, artístic, didàctic i pedagògic.
El Saló barceloní es va plantejar com un esdeveniment polifacètic. Per una banda, pretenia ser una fira professional amb l'objectiu de fomentar la contractació comercial entre els editors mundials, potenciar la indústria de les arts gràfiques i afavorir l'exportació d'obres originals i impreses. Paral·lelament, també volia ser un lloc de trobada pels professionals del sector, una plataforma de llançament i comercialització per a artistes novells i una manifestació cultural, amb l'organització de diverses conferències, taules rodones, exposicions i projeccions cinematogràfiques amb el còmic com a tema central.
No per casualitat, la fira va néixer a Barcelona. Per una banda, la ciutat comptava amb la infraestructura de Fira de Barcelona però sobretot, Barcelona comptava amb una forta tradició de dibuixants i era la seu de 400 professionals del còmic i la il·lustració d'un total de 600 amb els quals es comptava a nivell estatal. A l'època, el sector exportava més de 1.000 milions de pessetes.

## El procés constitutiu del Saló
El dibuixant Alfons López va explicar en una entrevista que la idea de fer un saló del còmic a Barcelona va néixer en un viatge de tornada amb autocar d'Angulema. Després de la visita d'un nombrós grup de catalans al Festival International de la bande dessinée de 1980, parlaren i s'entusiasmaren amb la idea de fer quelcom semblant a Barcelona. Ell recorda que en aquell autocar hi viatjaven professionals del medi com: Josep Toutain, Josep Maria Berenguer, Joan Navarro, Miguel Gallardo, Emilio Bernárdez, Felipe Borrallo, Joan Aliu, Max, Jaume Marzal i Mariano Hispano.
El procés de constitució del primer Saló, que gairebé va suposar dos anys de treball, no va ser fàcil i va estar presidit per una polèmica deguda a les discrepàncies entre les editorials i les disputes internes del comitè organitzador, que va sofrir diverses baixes i canvis dels seus membres. La divisió d'opinions entre els professionals del còmic va derivar en una escissió que va estar a punt de provocar la celebració de dues fires del còmic paral·leles, l'una a Barcelona i l'altra a Sitges.
Un dels episodis més tensos es va produir amb la dimissió dels crítics Romà Gubern i Javier Coma del comitè organitzador amb l'agreujant que, poc després, Javier Coma esdevenia manager del projecte rival del Saló: la setmana del còmic que s'estava planificant a Sitges.
Finalment, les limitacions econòmiques i la infraestructura de l'ajuntament de Sitges no van poder competir amb el Saló que s'estava gestant a Barcelona, el comitè organitzador del qual havia arribat a un acord amb Fira de Barcelona per tal de celebrar el certamen al recinte firal de Montjuic.
Un acord a última hora va permetre evitar la duplicitat i, finalment, el planificat 1r Saló Internacional del Dibuixant de Còmic i Arts Gràfiques de Sitges fou cancel·lat a favor de l'exclusiva celebració del 1r Saló del Còmic i la Il·lustració de Barcelona.
El consens in extremis al qual van arribar Fira de Barcelona i l'ajuntament de Sitges, va incloure el repartiment de les activitats entre les dues poblacions. Així, Sitges va comptar amb un programa especial amb exposicions, conferències i projeccions de cinema.
Malgrat tot, la polèmica no va quedar del tot tancada i després d'haver-se celebrat el Saló publicacions especialitzades en el còmic com Sunday, Cimoc o 1984 seguien publicant artícles crítics entorn de l'esdeveniment barceloní del novè art. Sobretot, el gran focus d'atenció l'acaparà l'editorial madrilenya Nueva Frontera, la qual inesperadament va cancel·lar la seva assistència al Saló malgrat haver reservat stands per a l'editorial, pels seus associats francesos Metal Hurlant i per a la llibreria especialitzada Totem, respectivament. De resultes d'aquest fet, el francès Jean-Pierre Dionnet, que constava com a ponent als actes organitzats pel Saló, finalment no va venir.
En general, la premsa es va fer ressò del primer certamen de la vinyeta barceloni. La valoració fou positiva i, malgrat les mancançes i defectes propis d'un esdeveniment nou, va elogiar la capaçitat organitzativa del comitè organitzador.

## Denominació
Als seus inicis, el certamen barceloní de la vinyeta no duia encara el nom de Saló Internacional del Còmic de Barcelona, que és la denominació oficial que ha prevalgut a llarg termini.
La seva denominació era encara incerta i diversos mitjans de comunicació especialitzats en el còmic parlaven indistintament de 1r Saló Internacional del Còmic i la il·lustració de Barcelona, 1a Fira Internacional del Còmic de Barcelona o, simplement, Expocomic 81.
Finalment, per a la primera edició del certamen el nom oficial que va prevaler fou el de Saló del Còmic i la Il·lustració de Barcelona. Aquesta denominació es va mantenir durant diverses edicions fins que el 1988, en la sisena edició del certamen, el nom va canviar a Saló Internacional del Còmic de Barcelona, el qual es manté fins avui.

## Invitats
La gran expectativa creada pel Saló va propiciar que els autors més destacats i populars de l'època no faltessin a la fira de la vinyeta barcelonina. Entre la multitud d'autors que hi van assistir, va destacar la presència d'autors consagrats com Will Eisner, Richard Corben o Moebius. També hi foren presents representants de l'escena underground com Gilbert Shelton i els autors de El Víbora Pons, Nazario, Martí, Ceesepe, Max, Pamies, Onliyú o Mariscal. Dels Països Baixos, hi fou present el dibuixant Joost Swarte, representant de la línia clara.

## Programa

### Actes
| Data                 | Hora     | Acte | Ubicació                                       |
| -------------------- | -------- | --- | ---------------------------------------------- |
| Dimarts 26 de maig   | 19.00 h. | Presentació del Saló als mitjans de comunicació | Sala del Palau Alfons XIII                     |
| Dimecres 27 de maig  | 10.00 h. | Inauguració del I Saló del Còmic i la Il·lustració de Barcelona (professionals) | Sala del Palau Alfons XIII                     |
| Dimecres 27 de maig  | 11.00 h. | Inauguració oficial del Saló, amb la presència de Max Cahner | Palau Alfons XIII                              |
| Dimecres 27 de maig  | 16.00 h. | Obertura del Saló al públic | Palau Alfons XIII                              |
| Dimecres 27 de maig  | 17.30 h. | Conferència i projecció de diapositives "La història de la historieta a Espanya" Ponent: Antonio Martín (crític) | Sala 3 del Palau de Congressos                 |
| Dijous 28 de maig    | 11.00 h. | Conferència-Col·loqui "El paper, aspectes pràctics pel dibuixant" Ponent: Narcís Banch i Valls | Sala 3 del Palau de Congressos                 |
| Dijous 28 de maig    | 17.00 h. | Taula rodona "Situació comparada del mercat nacional i estranger" Participants: Josep Toutain (editor) M. Dionnet (director de Métal Hurlant) D. Antonio Martín (crític) | Sala 3 del Palau de Congressos                 |
| Dijous 28 de maig    | 19.00 h. | Taula rodona "Còmic i ideologia" Moderador: Joan Navarro (crític) Participants: Felipe Hernández (guionista) Alfonso López (autor) Pepe Tito Rojo Carlos Azagra | Sala 3 del Palau de Congressos                 |
| Dijous 28 de maig    | 23.00 h. | Festa del Còmic Actuació: Shuck Electronic Exposicions de: Gallardo i Mediavilla | Magic (C/ Ribera 7)                            |
| Dijous 28 de maig    | 23.30 h. | Festa del Còmic | Discoteca 55 (Passeig de Gràcia 55)            |
| Divendres 29 de maig | 16.00 h. | Conferència "Chester Gould" Ponent: Martí Riera (dibuixant) | Sala 3 del Palau de Congressos                 |
| Divendres 29 de maig | 16.00 h. | Taula rodona "El guionista en el món del còmic" Participants: Mariano Hispano (guionista) Andrés Martín (guionista) Víctor Mora (guionista) Guy Vidal (redactor en cap de Pilote) | Sala del Palau Alfons XIII                     |
| Divendres 29 de maig | 17.30 h. | Conferència "El rock i el còmic" Ponent: Diego A. Manrique (crític de rock) | Sala 3 del Palau de Congressos                 |
| Divendres 29 de maig | 19.00 h. | Taula rodona "La historieta en llengua autòctona" Moredador: Jaume Vidal (escriptor i historiador) Participants: Edorta Cortadi Olano Albert Jané (escriptor i redactor de la revista Cavall Fort) Alain Nouvel (secretari de l'Associació Internacional en Defensa de les Llèngües i Cultures Amenaçades) Ignasi Riera (escriptor) | Sala 3 del Palau de Congressos                 |
| Dissabte 30 de maig  | 12.00 h. | Taula rodona "La historieta en l'ensenyança" Moderador: Joan Aliu Puig (dibuixant) Participants: Prudenci Comas Antonio Parrilla (guionista) Antoni Petrus (pedagog) Pilarín Bayés (dibuixant) Agustín Fernández Paz | Sala 5 del Palau de Congressos                 |
| Dissabte 30 de maig  | 16.00 h. | Taula rodona "Els drets d'autor" Moredador: Mariano Hispano (guionista) Participants: Víctor de la Fuente (autor) Jaime Marzal (dibuixant) Julio Ribera (dibuixant) Leopoldo Sánchez (dibuixant) | Sala 5 del Palau de Congressos                 |
| Dissabte 30 de maig  | 17.00 h. | Conferència-diapositives "El còmic, propaganda i publicitat" Ponent: Pedro Tabernero (crític) | Sala 3 del Palau de Congressos                 |
| Dissabte 30 de maig  | 17.30 h. | Taula rodona "La il·lustració" Moredador: Fernando Fernández (il·lustrador) Participants: Josep Maria Miralles (il·lustrador) Rafel Cortiella (il·lustrador) Gemma Sales (il·lustradora) Roser Puig (il·lustradora) Maria Rius (il·lustradora) Montse Ginesta (il·lustradora) Boris Vallejo (il·lustrador)                          | Sala 6 del Palau de Congressos                 |
| Dissabte 30 de maig  | 19.00 h. | Concert de rock Grup "Los Viñeta" | Palau Alfons XIII                              |
| Dissabte 30 de maig  | 19.00 h. | Taula rodona "Què passa amb la historieta infantil" Moredador: Toni Segarra (crític de còmics) Participants: Mercè Sala (redactora) Albert Rue (dibuixant) Francisco Pérez Navarro (guionista) | Sitges                                         |
| Dissabte 30 de maig  | 22.00 h. | Sopar Entrega dels premis Club Amigos de la Historieta Concert de rock a càrrec del grup "Los Viñeta" | Restaurant La Pèrgola (Av. Maria Cristina s/n) |
| Diumenge 31 de maig  | 12.00 h. | Conferència sobre la A.I.A.C. | Sala 3 del Palau de Congressos                 |
| Diumenge 31 de maig  | 20.00 h. | Clausura oficial del I Saló del Còmic i la Il·lustració de Barcelona | Palau Alfons XIII                              |

### Exposicions
| Títol de l'exposició                              | Ubicació                                |
| ------------------------------------------------- | --------------------------------------- |
| Exposició monogràfica de Doña Merce Llimona       | Palau Alfons XIII (Fira de Barcelona)   |
| Dibuixants espanyols                              | Palau Alfons XIII (Fira de Barcelona)   |
| Aplicacions didàctiques de la historieta          | Palau Alfons XIII (Fira de Barcelona)   |
| Nou còmic                                         | Palau Alfons XIII (Fira de Barcelona)   |
| El còmic i la vida cotidiana                      | Palau Alfons XIII (Fira de Barcelona)   |
| Història dels humoristes catalans                 | Sala d'exposicions de La Caixa (Sitges) |
| Originals del concurs infantil de dibuix          | Sala d'exposicions de La Caixa (Sitges) |
| La història de la fantasia i ciència-ficció       | Sala d'exposicions de Maricel (Sitges)  |
| Cartells de la guerra civil                       | Saló Blau (Sitges)                      |
| Originals del calendari "Els dibuixants i la pau" | Estudi Vidal (Sitges)                   |

## Premis
La primera edició del Saló del Còmic de Barcelona no va comptar amb cap lliurament de premis per part de l'organització. Els primers premis que va concedir el Saló, anomenats Premis Ciutat de Barcelona, no es van instituir fins al 1984 i comptaven amb diverses modalitats dins la categoria nacional i internacional, respectivament. Es van concedir fins que el 1989 van ser substituïts pels premis vigents.
Malgrat tot, la primera edició del Saló va comptar amb un lliurament de premis. El Club Amics de la Historieta va aprofitar el certamen del novè art per organitzar un sopar en el qual es va fer acte d'entrega de diversos premis. La gala va comptar també amb l'actuació del grup de música Melodrama, el qual per a l'ocasió va canviar de nom a "Los Viñetas". Jesús Blasco, president del Saló, i Xavier Fontecha, president del Club Amics de la Historieta, van ser els encarregats de lliurar els premis.
| Modalitat                   | Guanyador                                          |
| --------------------------- | -------------------------------------------------- |
| Millor dibuix               | Fernando Fernández per Zora y los Hibernautas      |
| Millor guió                 | Francisco Pérez Navarro per Super Llopis           |
| Millor obra d'autor         | Josep María Beà per Historias de taberna galáctica |
| Millor publicació¹          | Revista El Víbora                                  |
| Millor treball professional | Manuel Vázquez                                     |

¹ Josep Maria Berenguer, editor de El Víbora, va ser l'encarregar de recollir el premi.